# 亞元
亚元是构想中的亚洲的共同貨幣，構想來自於歐元，這個概念最早由日本提出。東亞人口众多（估計將有20億人使用），經濟實力不容小覷，日本希望以亞元來整合東亞經濟，成為實現亞洲共同貨幣的第一步，可降低成本，增加流通性。
2001年，中日韓與東南亞國協10個國家簽署貨幣交換協定，目前上述國家之間已簽署了16份雙邊貨幣交換協定。
2008年10月中旬中、日、韓三國財政官員赴華盛頓出席會議進行協商，並將研商設立800億美元「亞洲共同基金」。將建立東亞貨幣基金，進而建立類似歐元的「亞元」，制衡美元、歐元，平衡全球經濟結構。
「亞洲共同基金」可望由作為外匯存底強國中、日、韓三國為主。但目前只作為概念存在，並不是實際的貨幣。

## 一籃子亞元
亞元 是由13種貨幣組成的「一籃子貨幣」。
| 國家     | 當前使用貨幣 |
| -------- | ------------ |
| 汶萊     | 汶萊元       |
| 柬埔寨   | 柬埔寨瑞爾   |
| 印尼     | 印尼盾       |
| 寮國     | 寮國基普     |
| 馬來西亞 | 馬來西亞令吉 |
| 緬甸     | 緬甸元       |
| 菲律賓   | 菲律賓披索   |
| 新加坡   | 新加坡幣     |
| 泰國     | 泰銖         |
| 越南     | 越南盾       |
| 中國     | 人民幣       |
| 日本     | 日圓         |
| 韓國     | 韓元         |

## 關連項目
- 歐盟
- 東南亞國協
- 北美自由貿易協定